# Sphaeria ribicola
Sphaeria ribicola är en svampart som beskrevs av Fr. 1823. Sphaeria ribicola ingår i släktet Sphaeria och familjen kolkärnsvampar.   Inga underarter finns listade i Catalogue of Life.